# Centropodia mossamedensis
Centropodia mossamedensis är en gräsart som först beskrevs av Alfred Barton Rendle, och fick sitt nu gällande namn av Thomas Arthur Cope. Centropodia mossamedensis ingår i släktet Centropodia och familjen gräs. Inga underarter finns listade i Catalogue of Life.